# Marcel Fiorini

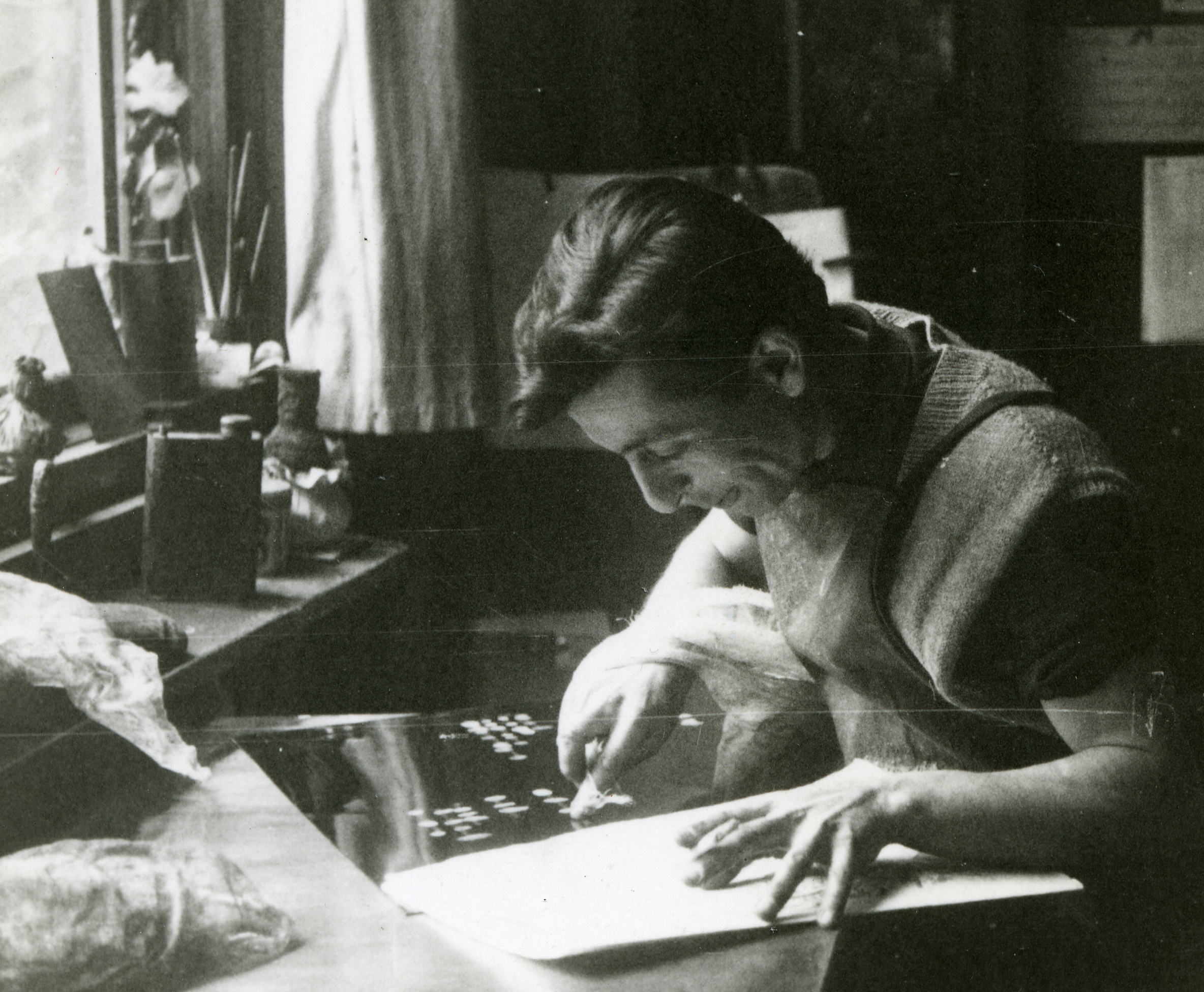
Marcel Fiorini al lavoro sulle pagine del libro "Un Herbier des dunes" (poema di Jean Lescure) nel 1963

Marcel Fiorini (Guelma, 23 febbraio 1922 – Bois-le-Roi, 16 gennaio 2008) è stato un pittore e incisore francese, nato in Algeria da una famiglia di Italo-algerini.

## Biografia
Marcel Fiorini nacque nel 1922 a Guelma in Algeria, da famiglia italiana lì emigrata, e studiò nel Liceo artistico di Bona.
Partecipò da giovane alla vita culturale degli Italo-algerini, subendo le influenze innovatrici della pittura promossa dal Fascismo italiano.
Nel 1941 assistette a corsi di pittura alla Scuola di Belle Arti di Algeri, da dove si trasferì a Parigi, creandovi uno "Studio di pittura" assieme ai famosi "pieds-noirs" Louis Nallard e Maria Manton.
L'accademico francese Roger Chastel lo promosse negli ambienti artistici parigini, quando fece con successo la sua prima esposizione alla "Galerie Jeane Bucher" nel 1953.
Da allora la sua arte grafica e pittorica è stata esposta in numerose mostre e gallerie europee. Il Fiorini ha anche esposto alla "Biennale" di San Paolo nel Brasile, dove venne premiato dalle autorità locali.
Fiorini è deceduto all'età di 86 anni in Francia.

## Opere
Marcel Fiorini sperimentò tecniche d'avanguardia nelle sue composizioni grafiche. Fece molto uso della xilografia e dell'incisione con metalli.
Il Fiorini nei primi anni cinquanta si specializzò molto nell'intaglio, favorendo forme scultoree accentuate con tecniche nuove da lui stesso sperimentate.
Marcel Fiorini ottenne fama internazionale nel 1963, quando incise le pagine del libro "Un Herbier des dunes" (un poema di Jean Lescure) nello Studio Leblanc di Parigi.
Uno dei suoi maggiori contributi fu l'uso del linoleum per creare composizioni grafiche nella pittura moderna.